# Gmina Drelów
Die Gmina Drelów ist eine Landgemeinde im Powiat Bialski der Woiwodschaft Lublin in Polen. Ihr Sitz ist das gleichnamige Dorf mit etwa 900 Einwohnern.

## Gliederung
Zur Landgemeinde Drelów gehören folgende 18 Ortschaften mit einem Schulzenamt:
Aleksandrówka
Danówka
Dołha
Drelów
Kwasówka
Leszczanka
Łózki
Okopy
Pereszczówka
Przechodzisko
Sokule
Strzyżówka
Szachy
Szóstka
Witoroż
Worsy
Wólka Łózecka
Zahajki
Żerocin